# Catalogue of Life
Catalogue of Life («Каталог життя») — це онлайнова база даних, яка містить найбільш повний та авторитетний покажчик відомих видів тварин, рослин, грибів та мікроорганізмів. Він був створений у 2001 році як партнерство між глобальною компанією Species 2000 та Integrated Taxonomic Information System. Інтерфейс Каталогу доступний на дванадцяти мовах і використовується вченими-дослідниками, громадянами, викладачами… Каталог також використовується Biodiversity Heritage Library, Barcode of Life Data System, Encyclopedia of Life, Global Biodiversity Information Facility. Каталог постійно збирає дані зі 168 рецензованих таксономічних баз даних, які зберігаються спеціалізованими установами по всьому світу. Станом на 21 вересня 2021 року в Каталозі перелічено 2 018 173 видів.